# Pilot (Breaking Bad)
Pilot is de eerste aflevering van de televisieserie Breaking Bad. De aflevering werd voor het eerst uitgezonden in de Verenigde Staten op 20 januari 2008. De episode begint met een flashforward die pas op het einde duidelijk wordt.

## Verhaal
Walter White (Bryan Cranston) is een 50-jarige leerkracht chemie. Zijn echtgenote heet Skyler (Anna Gunn) en zijn zoon Walter Junior. (RJ Mitte) Walter Jr. is een tiener die geboren werd met hersenverlamming en daardoor moeite heeft met praten en bewegen. Hij kijkt eerder op naar zijn oom Hank, een stoere agent, dan naar zijn eigen vader.
Wanneer Walter ontdekt dat hij longkanker heeft, wil hij de toekomst van zijn gezin financieel veilig stellen en bedenkt hij een plan om drugs te maken.  Samen met een gewezen leerling van hem, Jesse Pinkman (Aaron Paul) begint hij methamfetamines te produceren. Ze verplaatsen zich in een mobilhome om onopgemerkt te blijven. Terwijl Walter de drugs aanmaakt, probeert Jesse het goedje te verkopen. Zo komt hij terecht bij twee van zijn vroegere collega's: Krazy 8 en Emilio.
De twee dealers gijzelen Jesse, die hen vervolgens naar de mobilhome leidt. Daar ziet Walter hoe Jesse bewusteloos wordt geslagen en hoe hij zelf onder schot wordt gehouden. Terwijl hij in dienst van de twee gewapende mannen drugs maakt, bereidt hij stiekem een dodelijke combinatie van chemische producten. Hij werpt het resultaat op de grond waardoor er gas vrijkomt. Walter springt uit de mobilhome en hoort hoe Krazy 8 en Emilio stikken.
Samen met Jesse probeert hij te vluchten, terwijl er twee lijken achteraan in de mobilhome liggen. Uit paniek rijdt hij de wagen te pletter. Hij hoort in de verte sirenes en bereidt zich voor op de komst van de politie. Tot zijn eigen verbazing zijn de sirenes afkomstig van brandweerwagens, die hem negeren en voorbij rijden.

## Cast
- Bryan Cranston - Walter H. White
- Anna Gunn - Skyler White
- Aaron Paul - Jesse Pinkman
- Dean Norris - Hank Schrader
- Betsy Brandt - Marie Schrader
- RJ Mitte - Walter White Jr.
- John Koyama - Emilio
- Maximino Arciniega - Krazy 8